# Chamaetylas choloensis
Chamaetylas choloensis là một loài chim trong họ Muscicapidae.